# بيكبريتيد البوتاسيوم
بيكبريتيد البوتاسيوم (ملاحظة 1) هو مركب كيميائي صيغته KHS، ويوجد على شكل صلب بلوري أبيض اللون.

## التحضير
يحضر المركب من تفاعل أميد البوتاسيوم مع كبريتيد الهيدروجين في وسط من الأمونيا.
كما يمكن أن تتم عملية التحضير من تفاعل محلول هيدروكسيد البوتاسيوم مع كبريتيد الهيدروجين:
{\displaystyle \mathrm {KOH+H_{2}S\longrightarrow KHS+H_{2}O} }

## الخواص
يوجد المركب في الشروط القياسية على شكل بلورات بيضاء مسترطبة، ذات انحلالية جيدة في الماء.

## الاستخدامات
يستخدم بيكبريتيد البوتاسيوم من أجل تحضير بعض مركبات الكبريت العضوية.

## هوامش
- ملاحظة 1 مرادفات: بيسلفيد البوتاسيوم أو هيدروسلفيد البوتاسيوم